# Endemit

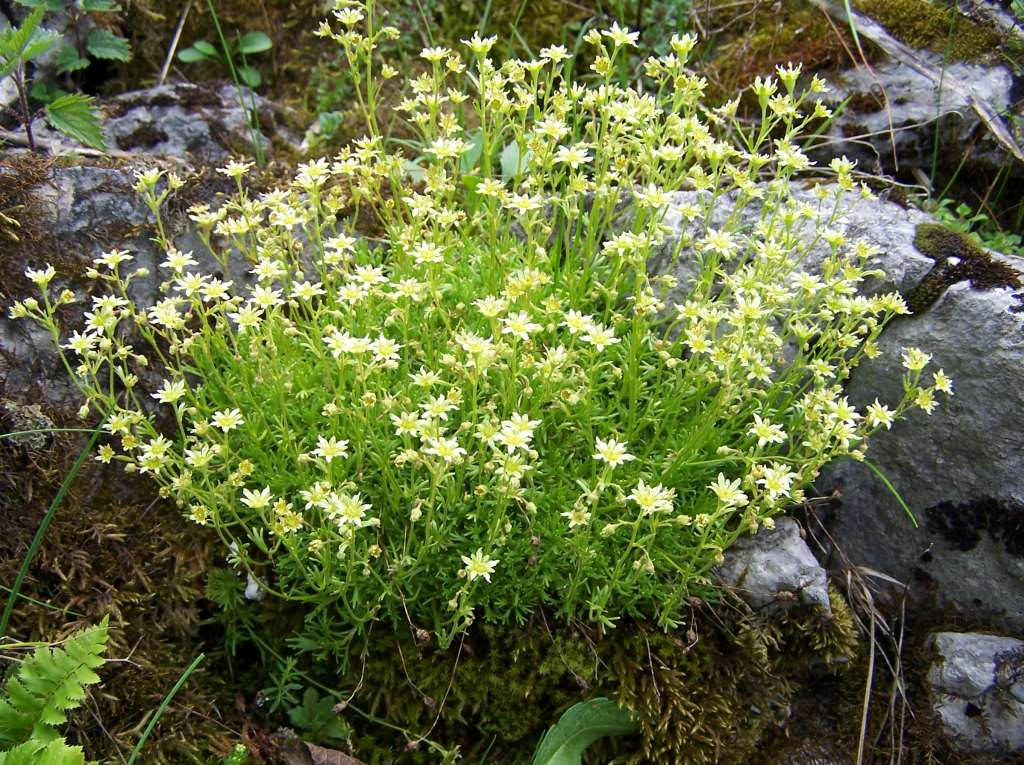
Skalnica tatrzańska (Saxifraga perdurans), gatunek endemiczny dla Karpat Zachodnich

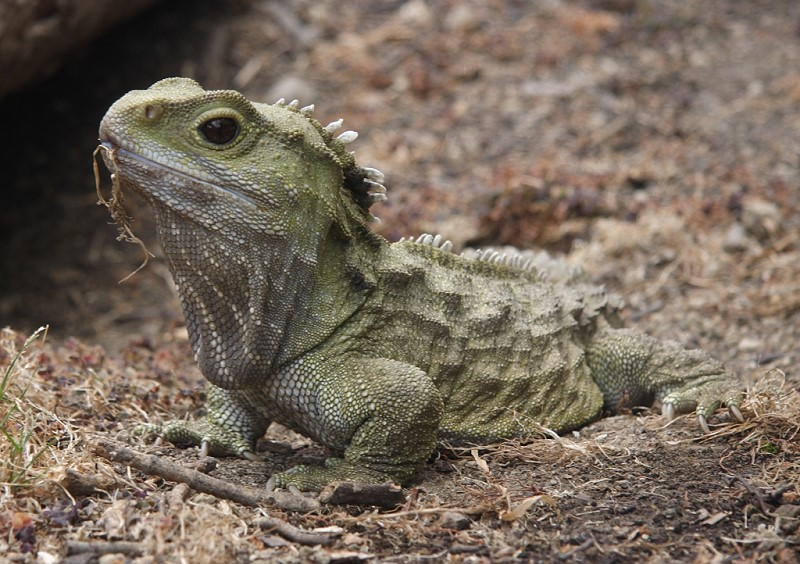
Hatteria (Sphenodon) jest endemicznym rodzajem gada występującym na skalistych wysepkach wokół Nowej Zelandii

Endemit – takson (przeważnie rodzina i niższy) unikatowy dla danego miejsca albo regionu, występujący na ograniczonym obszarze, niestwierdzany poza nim naturalnie. W zależności od przyjmowanego kryterium endemitem może być takson o zasięgu mniejszym od określonej powierzchni (np. 10 tys. km²) lub takson, którego zasięg zawarty jest w granicach określonego obszaru geograficznego lub typu siedliska.
Jako pierwszy definicję endemizmu sformułował w 1820 de Candolle, późniejsi autorzy podawali jednak różne odmienne definicje. De Candolle użył terminu adaptowanego z medycyny (choroby endemiczne związane są z określonym obszarem) w odniesieniu do rodzajów o niewielkich zasięgach (genres endemiques).
Obszar występowania endemitów może stanowić ich dawny areał życiowy (refugium) pozostały po minionym okresie geologicznym. Przyczyną endemizmu może być również bariera przestrzenna, np. na izolowanych wyspach, gdzie z powodu geograficznej izolacji, czyli braku kontaktu ze swoim gatunkiem (paleoendemity), wraz z nowymi warunkami życia przez dostatecznie długi okres wyewoluowały formy zupełnie różne od gatunków nieodizolowanych (neoendemity). Paleoendemity często stanowią niewielki odsetek gatunków na danym terenie, lecz otrzymują więcej uwagi i specjalną ochronę. W większości w literaturze gatunki określane jako endemity są neoendemitami. Stopień oddzielenia się danego taksonu od określonej linii rozwojowej można ustalić z pomocą filogenetyki molekularnej. Pozwala ona również na ustalenie momentu oddzielenia.
Niekiedy określenie obszaru, do którego ograniczony jest zasięg danego taksonu może być niewystarczająco precyzyjne. Przykładowo panda wielka (Ailuropoda melanoleuca) jest endemitem Chin, jednak de facto jej zasięg ograniczony jest tylko do górskich lasów bambusowych w określonym regionie Chin. Endemizm danego taksonu nie jest nieodłącznie związany z niewielkim zasięgiem występowania. Przykładowo zasięg występowania danej grupy ryb może być ograniczony do płyty pacyficznej, natomiast karpieniec diabli (Cyprinodon diabolis) zasiedla pojedynczy zbiornik Devil’s Hole w Dolinie Śmierci. Stopień endemizmu na danym obszarze można zbadać poprzez porównanie liczby ogólnie występujących tu gatunków z danej grupy do liczby endemitów. Na przykład na Fidżi endemicznych jest 39% gatunków ptaków (22 z 57), zaś dla Hawajów odsetek ten wynosi 92% (49 z 53). Wyspy nierzadko mają niewielką różnorodność gatunków, jednak są bogate w endemity. Obszary o dużym udziale endemitów określane są mianem cechujących się wysokim endemizmem (high endemism).
Gatunki endemiczne w zasadzie tak są przystosowane do swoich warunków życia, że nie tolerują większych wahań środowiska, a często wykazują cechy wąskiej specjalizacji (są stenobiontami). Gatunki endemiczne częściej należą do gatunków zagrożonych. Przykładowo, w latach 80. XX wieku oszacowano, że 54% zagrożonych wówczas gatunków ptaków zamieszkiwało wyspy, a według stanu wiedzy z 2006 spośród wymarłych wówczas ptaków 88% zamieszkiwało wyspy. R.M. Cowling i A.T. Lombard opublikowali w 2002 tezę o tym, że endemizm jest charakterystyczny dla wczesnej (następującej po specjacji) i schyłkowej (tuż przed wymarciem) fazy trwania taksonu.
Mianem endemitu można też określać wyższe od gatunku taksony (rodzaj, rodzina), jeśli ich występowanie faktycznie ogranicza się do konkretnego, stosunkowo niewielkiego obszaru (wyspy, pasma górskiego czy jeziora, np. 10 rodzajów i jedna rodzina ryb głowaczowców z jeziora Bajkał to endemity).
Na obszarze Polski największe skupisko gatunków endemicznych występuje na obszarach górskich, szczególnie w Tatrach. Dane z początku XXI wieku mówią o blisko 90 gatunkach roślin naczyniowych endemicznych dla Tatr. Znacznie mniej endemicznych taksonów opisano z Sudetów.
Gatunki, które występują głównie w określonej strefie geograficznej lub okolicy, jednak przekraczają nieco swym zasięgiem ten teren i występują w bliskich okolicach swojego głównego obszaru występowania nazywane są subendemitami. Przykładami subendemitów we florze Polski są: modrzew polski (Larix polonica) i wiechlina tatrzańska (Poa × nobilis).
Przeciwieństwem gatunków endemicznych są gatunki kosmopolityczne, bardzo szeroko rozpowszechnione.